# 제5적기군
제5군(러시아어: 5-я армия)은 러시아 연방 육군의 극동 군관구 소속 야전군이다.
소련 시절에는 제5적기군이라고도 불렸다. 이 군은 1939년 소련이 폴란드 침공을 할 때 만들어졌으며, 제2차 세계 대전 기간에는 1941년 6월 바르바로사 작전 당시 소련의 남부에서 방어군을 맡았다. 바르바로사 시작 한달 동안 제5군은 포위당하고 우크라이나 근방에서 소멸되었다.
극동 군관구에 소속되어 있었으나, 군관구 개편이후로는 동부 군관구로 옮겨졌다.

## 참고 문헌
- Keith E. Bonn (ed.), (2005). 《Slaughterhouse: The Handbook of the Eastern Front》 (영어). Bedford, PA,: Aberjona Press.
- 존 에릭슨 (1975). 《The Road to Stalingrad》 (영어) (2003 Cassel Military Paperbacks)판.
- 존 에릭슨 (1982). 《The Road to Berlin》 (영어). Weidenfeld & Nicholson.
- V.I. Feskov;  외. (2004). 《The Soviet Army in the Years of the Cold War》. 톰스크: Tomsk University.
- (러시아어) Further Reading (Russian) - victory.mil.ru